# Johannes Kessel (Mediziner)

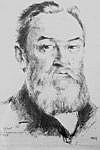
J. Kessel

Johannes Kessel oder Johann Kessel (* 14. Februar 1839 in Selzen; † 22. September 1907 in Jena) war ein deutscher Hals-Nasen-Ohren-Arzt und Hochschullehrer.

## Leben
Kessel studierte zwischen 1857 und 1866 an den medizinischen Fakultäten der Julius-Maximilians-Universität Würzburg und der Hessischen Ludwigs-Universität. 1858 wurde er im Corps Teutonia Gießen aktiv.
1866 wurde er in Gießen zum Dr. med. promoviert. Hiernach war er Assistent unter Anton Friedrich von Tröltsch in Würzburg. Es folgte ein Studienaufenthalt in Wien, wo er bei Adam Politzer im Institut für Allgemeine und Experimentelle Pathologie arbeitete. Anschließend war er in Prag bei dem Sinnesphysiologen und Physiker Ernst Mach, der an der dortigen Karl-Ferdinands-Universität von 1867 bis 1895 lehrte und forschte.
Kessel habilitierte sich in Graz und erhielt einen Ruf als Privatdozent für das Fach Otiatrie an die dortige Karl-Franzens-Universität Graz, ohne dass es ihm und seinen Mitarbeitern gelang, ein Extraordinariat zu errichten. Seine Vorlesungen hielt er hierzu im Hörsaal der Augenheilkunde ab. In Graz war im Jahre 1863 erstmals eine Medizinische Fakultät eingerichtet worden.
Im Jahre 1875 führte Johann Kessel in Graz die erste Mobilisation des Steigbügels durch und wurde damit zu einem Pionier der hörverbessernden Operationen. Zuvor führte der Untersuchungen an Tauben durch, um u. a. zu zeigen, dass Manipulationen am ovalen Fenster (Fenestra ovalis oder vestibularis) nicht zwangsläufig zu einem Hörverlust führen, was eine damals herrschende Hypothese war. Kessels medizinische Arbeiten galten klinisch und experimentell der Funktion des Mittelohres. Er gilt als Pionier der Mittelohroperationen. Schon in seiner Zeit in Graz wagte er als einer der Ersten bei der Otosklerose eine Operation am fixierten Steigbügel. Auch Eingriffe am Trommelfell sowie an Hammer und Amboss mit dem Ziel einer Hörverbesserung führte er aus.
Als Friedrich Eugen Weber-Liel (1832–1891) krankheitsbedingt seine Professur im Jahre 1885 niederlegte, folgte ihm Kessler im Jahre 1886 nach. Er hatte dieses Amt von 1886 bis zu seinem Todesjahr 1907 inne. Sein Nachfolger wurde Karl Wittmaack. Aber auch in Jena waren die Arbeitsmöglichkeiten unbefriedigend. Für die Diagnostik und Therapie der Patienten standen nur zwei Räume zur Verfügung. Erst 1890 konnten für die stationäre Behandlung 17 Betten in einem Mietshaus bezogen werden. 1900 konnte im allgemeinen Landeskrankenhaus eine eigenständige Klinik für Otologie mit 40 Betten genutzt werden.

## Schriften (Auswahl)
- Ueber die chronischen Katarrhe des Mittelohres und ihre Behandlung. 1888.
- Rede zur feierlichen Eröffnung der neuen Universitäts-Ohrenklinik in Jena am 14. Dezember 1900. 1900.
- Ueber die Durchschneidung der Steigbügelmuskulatur beim Menschen und über die Extraction des Steigbügels resp. der Columella bei Thieren. In: Archiv für Ohrenheilkunde Band 11, 1876, S. 199–217.